# 3428 Roberts
3428 Roberts (1952 JH) là một tiểu hành tinh vành đai chính được phát hiện ngày 1 tháng 5 năm 1952 bởi Chương trình tiểu hành tinh Indiana ở Đài thiên văn Goethe Link. Tênd in honor thuộc Walter Orr Roberts founding director thuộc National Center for Atmospheric Research.